# Шутько Алла Костянтинівна
А́лла Костянти́нівна Шутько́ (нар. 8 липня 1950, Київ) — українська бандуристка. Народна артистка України (1995).

## Життєпис
Народилась 1950 року в Києві.
1969 — закінчила Київське музичне училище ім. Р. Глієра (викладач А. Ф. Омельченко).
1974 — закінчила Київську консерваторію.
З 1973 — у складі тріо бандуристок Національної радіокомпанії України, м. Київ (разом з Антоніною Мамченко і Світланою Петровою). Своє мистецтво тріо бандуристок демонструвало більше, ніж у 50-ти країнах світу, здійснило понад 500 фондових записів.
1978 року тріо бандуристок стало лауреатом XI Всесвітнього фестивалю молоді та студентів у Гавані (Куба), у 1979 — лауреатом Міжнародного фестивалю молодих виконавців і співаків у Софії (Болгарія).
1979 — Алла Костянтинівна отримала звання Заслуженої артистки УРСР.
1995 року їй присвоєне звання Народної артистки України.
Виконала пісню «Каштани Києва» Оскара Сандлера у фільмі «Артист із Коханівки».

## Відео
- Ой, заграй, дударикувідео
- То не я стояла, мамо [Архівовано 8 липня 2021 у Wayback Machine.]відео
- Закувала зозуленькавідео
- В кінці греблівідео